# 이노브로츠와프

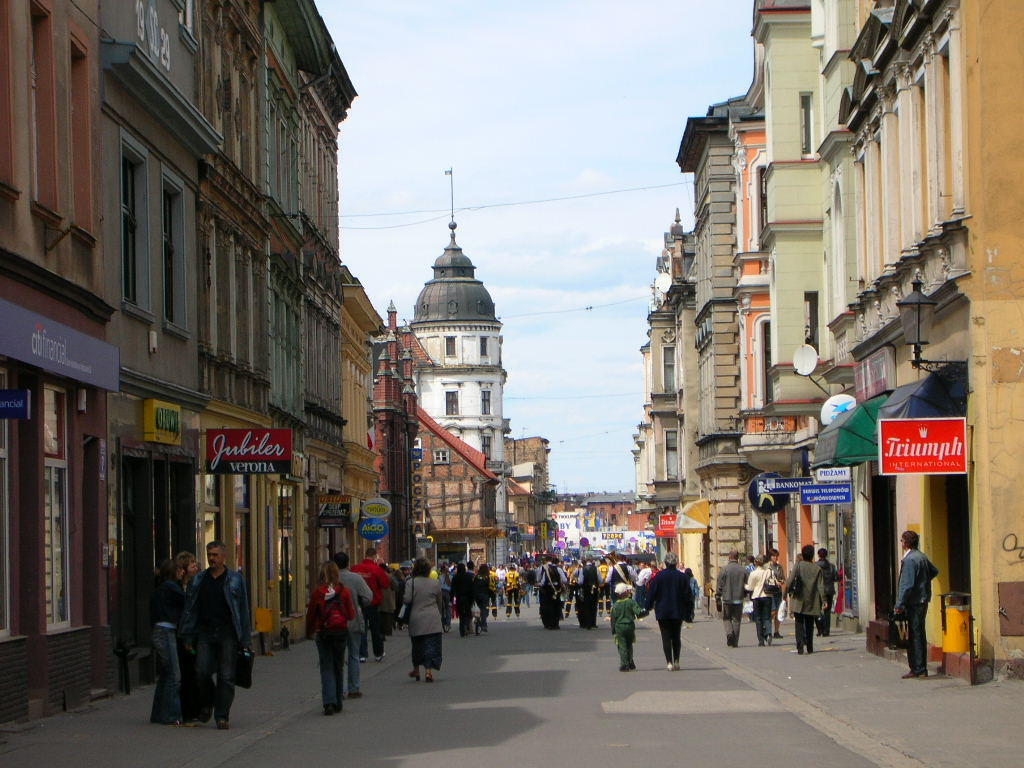
이노브로츠와프

이노브로츠와프(폴란드어: Inowrocław, 독일어: Hohensalza 호헨잘차[*])는 폴란드 중북부 쿠야비포모제주에 위치한 도시로 면적은 30.42km2, 인구는 74,803명(2014년 기준), 인구 밀도는 2,500명/km2이다. 비드고슈치에서 남동쪽으로 약 40km 정도 떨어진 곳에 위치하며 소금 채굴로 유명한 산업 도시이다.
1185년 문헌에 처음으로 등장했으며 1772년 제1차 폴란드 분할로 인해 프로이센 왕국에 편입되었다. 1920년 베르사유 조약에 따라 폴란드에 편입되었다.

시기
시 문장